# 卡利尼夫卡 (切尔尼希夫卡市镇)
47°1′29″N 36°0′0″E / 47.02472°N 36.00000°E
卡利尼夫卡（烏克蘭語：Калинівка）是位於烏克蘭東南部的村莊，由扎波羅熱州別爾江斯克區的切爾尼希夫卡市鎮負責管轄。該村處於尤尚利河左岸，分別距離亞歷山德里夫卡1公里和馬基夫卡1.5公里，始建於1945年，面積0.26平方公里，海拔高度104米，2001年人口206。